# إيشيرو كيشيمي
إيشيرو كيشيمي (岸見 一郎, Kishimi Ichirō) هو كاتب ياباني و فيلسوف و عالم نفس مختص في الفلسفة الغربية القديمة و علم النفس الفردي. ولد في محافظة كيوتو, درس في جامعة كيوتو لكن إنقطع عن برنامج الدكتوراه عام 1987, للإعتناء بوالدتة المريضة. كيشيمي درس في العديد من المؤسسات, بما فيها جامعة كيوتو للتعليم و جامعة كونان و جامعة نارا للنساء. شارك في تأليف كتاب The Courage to Be Disliked مع فوميتاكي كوغا, و يعد هذا الكتاب من الكتب الأفضل مبيعا, فقد بيعت أكثر من مليون نسخة فور إصداره. منذ عام 2017, كان كيشيمي يكتب ل Courrier Japon و يشرف على ضم المزايا الخاصة لعلم النفس الفردي الخاص بألفرد أدلر.

## المسيرة المهنية
ولد في محافظة كيوتو. تخرج من ثانوية راكونان. في عام 1987, إنقطع عن برنامج الدكتوراه في جامعة كيوتو للآداب و كان قد تخصص في الفلسفة الغربية.
عمل بدوام جزئي كمحاضر في جامعة كيوتو للتعليم كلية التعليم, و في جامعة كونان كلية الآداب, و عمِلَ في قسم الطب النفسي لمصحة مايدا.
عمِلَ أيضا بدوام جزئي كمحاضر في علم النفس في ثاناوية Kyoto St. Catherine, كلية التمريض. إستشاري مرخص من طرف الجمعية اليابانية لعلم النفس الفردي.
بجانب تخصصه في الفلسفة الغربية القديمة بالتحديد الفلسفة الأفلاطونية, كان يدرس علم النفس الفردي منذ 1989.
كتاب "شجاعة أن تكون غير محبوب" الذي شاركه في كتابتة فوميتاكي كوغا و تم نشره في عام 2013, كان من أفضل الكتب مبيعا.
في حوار له مع "Chosun Ilbo" في عام 2015, كيشيمو قام بإنتقاد الإعلام الياباني, قائلا, "الإعلام الياباني لم يقم بذكر أن كتابي أصبح من الكتب الأكثر مبيعا في كوريا."
منذ عام 2017, و كيشيمي يكتب سلسلة عنوانها " تعريف بالفلسفة من عمر 25" للإعلام الإلكتروني Kodansha. في ماي 2019, كان مسؤولا عن تحرير و مراقبة المقالة الخاصة بعنوان "Changing Your Life with Adlerian Psychology: Ichiro Kishimi's World Advice Column."

## الحيات الشخصية
خلال دراسته في كلية الدراسات العليا, لم يكن بستطاعته الحضور لستة أشهر, حتى يتمكن من رعايت والدته المريضة. يقول كيشيمي أنه أذرك في هته الفترة أهمية الفلسفة و منافعها.
في أفريل 2006, نقل إلى المشفى مذة شهر بعد إصابته بإحتشاء عضلة القلب. بعدما إستقرت حالته, الكثير من الممرضات ذهبن لزيارته وذلك لستشارته في وقت فراغهن.
منذ عام 2009, أثناء رعايته لوالده مذة أربع سنوات, أكمل كيشيمي القراءة و كتابة الكتب, و أيضا تقديم المحاضرات الأسبوعية.
1. ↑  مذكور في: الكتالوج الوطني المركزي العالمي. مُعرِّف دليل مركز مكتبة جامعة وارسو (NUKAT): n2017245961. باسم: Ichirō Kishimi.
2. ↑  مذكور في: Korean Authority File. مُعرِّف المكتبة القومية الكوريَّة (NLK): KAC200502373. باسم: 기시미 이치로. لغة العمل أو لغة الاسم: الكورية.
3. ↑  مذكور في: مكتبة البرتغال الوطنية. مُعرِّف المكتبة القومية البرتغالية (PTBNP): 1704772. باسم: Ichiro Kishimi.
4. ↑  مذكور في: قاعدة بيانات الضبط الوطنية التشيكية. مُعرِّف الضَّبط الاستناديِّ في قاعدة البيانات الوطنية التشيكية (NLCR AUT): ola2017975558. الوصول: 29 يناير 2023.
5. 1 2 3  مذكور في: قاعدة بيانات الضبط الوطنية التشيكية. مُعرِّف الضَّبط الاستناديِّ في قاعدة البيانات الوطنية التشيكية (NLCR AUT): ola2017975558. الوصول: 1 مارس 2022.
6. ↑  مذكور في: قاعدة بيانات الضبط الوطنية التشيكية. مُعرِّف الضَّبط الاستناديِّ في قاعدة البيانات الوطنية التشيكية (NLCR AUT): ola2017975558. الوصول: 18 ديسمبر 2022.
7. 1 2  مذكور في: قاعدة بيانات الضبط الوطنية التشيكية. مُعرِّف الضَّبط الاستناديِّ في قاعدة البيانات الوطنية التشيكية (NLCR AUT): ola2017975558. الوصول: 7 نوفمبر 2022.
8. ↑  مذكور في: قاعدة بيانات الضبط الوطنية التشيكية. مُعرِّف الضَّبط الاستناديِّ في قاعدة البيانات الوطنية التشيكية (NLCR AUT): ola2017975558. الوصول: 9 أبريل 2024.